# Olopa
Olopa – miasto w południowo-wschodniej części Gwatemali w departamencie Chiquimula, leżące w odległości około 30 km na południowy wschód od stolicy departamentu i 25 km od granicy państwowej z Hondurasem. Miasto jest siedzibą władz gminy o tej samej nazwie, która w 2012 roku liczyła 24 375 mieszkańców. Gmina jest nieduża, a jej powierzchnia obejmuje 156 km².